# Kornische Sprache
Die kornische Sprache (auch kurz Kornisch; neukornisch Kernewek, Kernowek oder Kernuak) ist eine dem Walisischen und Bretonischen nahe verwandte keltische Sprache, die bis ins späte 18. Jahrhundert in Cornwall gesprochen und im 20. Jahrhundert wiederbelebt wurde. Der Name Kernowek bzw. Kernewek (britann. kornobika) leitet sich, wie auch der Landesname, von den spätantiken Bewohnern Cornwalls, den Cornovii, ab.

## Geschichte und Wiederbelebung

Verschiebung der kornisch-englischen Sprachgrenze 1300–1750, nach Ken George

### Niedergang des Sprachgebrauches
Ausschlaggebend für die Zurückdrängung des Gebrauchs des Kornischen waren die Durchsetzung der Verwendung des Book of Common Prayer nach der Reformation in Cornwall, verbunden mit dem Umstand, dass es damals keine gedruckten Bücher in kornischer Sprache gab. 1640 wurde in Feock, einem Dorf südlich von Truro, letztmals ein Gottesdienst auf Kornisch gehalten und 1678 in Landewednack bei Lizard letztmals auf Kornisch gepredigt.
Nur Kornisch zu sprechen, wurde zu einem gesellschaftlichen Nachteil, später gar zu einem Stigma. Seit der Mitte des 17. Jahrhunderts wurde nur noch westlich von Truro Kornisch gesprochen. Schließlich war das Kornische nur noch in den beiden abgelegensten Distrikten Cornwalls, in Penwith und in Kerrier, verbreitet.
Die letzte bekannte Muttersprachlerin des traditionellen Kornischen, Dolly Pentreath aus Mousehole (korn. Porthenys), starb im Jahre 1777. Sie wurde lange Zeit als „die letzte Sprecherin“ gehandelt, weil sie in einem Reisebericht des englischen Antiquars Daines Barrington aufgetaucht war. Dieser hatte „die letzten Sprecher“ des Kornischen gesucht, war an sie verwiesen worden, und auf die Frage, ob sie ihre Muttersprache noch beherrsche, überschüttete sie ihn mit kornischen Schimpfworten. Dolly Pentreath gab an, das Englische erst im Alter von 12 Jahren erlernt zu haben.
1891 starb John Davey, dessen Verwandte von ihm behaupteten, er sei die letzte Person gewesen, die Kornisch fließend beherrschte. Das dürfte nicht den Tatsachen entsprochen haben. Davey ist allerdings die Überlieferung einiger verballhornter Fragmente des Spätkornischen zu verdanken. Einzelne Sprachelemente hatten sich jedoch in einigen Berufszweigen noch deutlich länger im Sprachgebrauch erhalten, etwa der Brauch, gefangene Fische auf Kornisch zu zählen.

### Bemühungen um die Wiederbelebung
Bemühungen um die Wiederbelebung des Kornischen gibt es seit den 1860er Jahren. Um es leichter unterrichten und lernen zu können, wurde ein „Standard-Kornisch“ geschaffen, das es so nie gegeben hat. Das heutige „Neokornisch“ ist eine Rekonstruktion der ausgestorbenen Sprache mit Hilfe der Überlieferungen und schriftlichen Zeugnisse, aus denen ein großer Teil des neokornischen Lexikons (70 %) rekonstruiert wurde. Da das erhaltene mittelkornische Korpus wesentlich umfangreicher ist als das des Spätkornischen, entstammen ihm auch die meisten Wörter. Auch innerhalb des traditionellen Wortschatzes finden sich nicht nur die britannischen Erbwörter, sondern je etwa zehn Prozent Lehnwörter aus dem Vulgärlateinischen bzw. aus dem Englischen. Ein bedeutender Teil (25 %) des neokornischen Wortschatzes wurde den verwandten Sprachen Kymrisch und Bretonisch entlehnt bzw. entsprechend konstruiert. Fünf Prozent kommen aus dem Englischen. Daneben existieren auch kornische Entlehnungen internationaler Termini v. a. lateinischen und griechischen Ursprungs.
Die Sprache ist bei weitem nicht so reich dokumentiert wie das biblische Hebräisch, das im Gegensatz zum Kornischen nie gänzlich außer Verkehr kam. Puristen unter Keltologen und Sprachwissenschaftlern stehen dem heutigen Kornischen kritisch gegenüber, da sie es für unauthentisch halten, wobei Ähnliches auch über das heutige israelische Ivrith gesagt werden kann. Eine Sprachbewegung bemüht sich derzeit um die Wiederbelebung, hat sich aber in den 1980er-Jahren in mehrere konkurrierende Gruppen aufgespalten, die verschiedene Orthographien benutzen (s. u.). Eine von der britischen Regierung in Auftrag gegebene Studie (s. u.) kam auf etwa 250 Personen, die die Sprache fließend beherrschten, weitere ca. 3.000 (< 0,7 % der Bevölkerung Cornwalls) haben teils nur minimale Grundkenntnisse erworben. Da vor der erwähnten Studie nie Sprecherzahlen erhoben wurden, finden sich in älterer Literatur meist Phantasieannahmen, denen deutlich das Wunschdenken der Nationalisten anzumerken ist. Die Anzahl der Familien, in denen Kinder mit kornischer Muttersprache aufwachsen, belief sich 2000 auf gezählte 13.
Ein massives Problem der Sprachbewegung besteht in ihrer Zersplitterung: Eine von der britischen Regierung in Auftrag gegebene Studie (MacKinnon-Report 2000) ergab ca. 250 fließende Sprecher, die sich auf drei verfeindete Gruppen aufteilten, die jede ihre eigene Variante des Neokornischen verwendete. Derzeit sind folgende Varianten (und Orthographien) in Gebrauch:
- Kernewek Kemmyn, das sich auf das Mittelkornische stützt und orthographisch am Bretonischen orientiert.
- Kernewek Unys, die ursprüngliche Variante des Neokornischen, die sich ebenfalls am Mittelkornischen orientiert.
- Kernowek Unys Amendys, eine verbesserte Form des Unys.
- Kernuack Nowedga („Neukornisch“), das sich am Spätkornischen orientiert.

Seit Mai 2008 verwendet das Cornish Language Partnership für offizielle Dokumente und im Schulunterricht eine neu ausgearbeitete Standardorthographie (FSS), siehe unten.
Abgesehen von zweisprachigen Orts- und Straßenschildern gibt es von offizieller Seite derzeit kaum Bemühungen zur Verbreitung dieser Sprache. Allerdings ist das Kornische mittlerweile von der britischen Regierung als Minderheitensprache anerkannt worden. Kornisch darf auf freiwilliger Basis an Schulen unterrichtet werden, vorausgesetzt, dass sich eine entsprechende Lehrkraft findet. Außerdem können offizielle Prüfungen in dieser Sprache verfasst werden.
In den Medien ist Kornisch lediglich durch ein fünfminütiges wöchentliches Radioprogramm vertreten. Allerdings existiert das Webradio „Radio der kornischen Sprachgemeinschaft“, das ein halbstündiges Magazin mit Interviews und Musik und eine Nachrichtensendung pro Woche ausstrahlt.
Kleine Sprechergemeinden existieren unter Nachfahren kornischer Auswanderer in London, Australien und den USA.

### Wichtige Etappen der Wiederbelebung
- 1904: Henry Jenner publiziert ein Handbook of the Cornish Language, was als Initialzündung der Wiederbelebung angesehen wird. Jenner orientiert sich primär am Spätkornischen.
- 1928: Nach dem Vorbild des walisischen Gorsedd Y Beirdd bzw. des bretonischen Goursez Breizh wird ein Gorsedh Kernow ins Leben gerufen.
- 1929: Robert Morton Nance publiziert Cornish For All, worin er eine vereinheitlichte Orthographie, das am Mittelkornischen orientierte Kernewek Unys vorstellt. Diese Rechtschreibung bleibt bis 1986 in allgemeinem Gebrauch.
- 1938: Nance publiziert ein Cornish-English Dictionary.
- 1984: Der erste kornische Roman, An Gurun Wosek a Geltya (Die blutige Krone von Keltia) von M. Bennetto wird veröffentlicht.
- 1986: Erste Spaltung der Sprachbewegung: Richard Gendall beginnt, rekonstruiertes Spätkornisch (Curnoack Nowedga) zu unterrichten.
- 1986: Ken Georges Vorschlag einer Rechtschreibreform nach seiner in The Pronunciation and Spelling of Revived Cornish ausgearbeiteten rekonstruierten Phonologie wird angenommen. Kernewek Kemmyn wird neuer Standard.
- 1992: Das Standardwörterbuch für Kernewek Kemmyn, Gerlyver Kernewek Kemmyn: An Gerlyver Meur, erscheint.
- 1995: Nicholas Williams kritisiert alle drei bisher gebrauchten Varianten und schlägt eine von ihm entwickelte Orthographie, das Kernowek Unys Amendys, vor.
- 2000: English-Cornish Dictionary: Gerlyver Sawsnek-Kernowek, Standardwörterbuch für KUA.
- 2002: Die britische Regierung erkennt das Kornische als förderungswürdige Minderheitensprache nach der Europäischen Charta der Regional- oder Minderheitensprachen an. Eine Bibelübersetzung (An Testament Nowydh, Das Neue Testament) erscheint in KUA.
- 2004: Das Neue Testament erscheint in KK.
- 2007: Eine Kommission von international renommierten Soziolinguisten (u. a. Joshua Fishman) soll über die zukünftige Standardorthographie entscheiden und damit die Rechtschreibdebatte beilegen helfen. 6 verschiedene Systeme stehen zur Auswahl: Kernewek Kemmyn (KK), Kernewek Unys (UC), Kernewek Unys Amendys (UCR), Kernuack Nowedga (RLC) sowie zwei Kompromissvarianten: Kernowak Standard (KS, von einer Gruppe unter Führung von N. Williams und Michael Everson ausgearbeitet) und Kernowek Dasunys (KD, von Benjamin Bruch und Albert Bock vorgeschlagen).
- 2008: Nach jahrelangen Beratungen einigt sich das Cornish Language Partnership auf eine dritte Kompromissvariante als zukünftige Standardorthographie (FSS – Furv Skrifys Savonek, „Offizielle Rechtschreibung“). Diese war zuvor von einem Komitee von Sprachaktivisten aus verschiedenen Gruppen in Grundzügen erdacht und von Benjamin Bruch und Albert Bock ausgearbeitet worden. Die neue Orthographie stützt sich primär auf das wiederbelebte Mittelkornische, erlaubt aber eine Reihe von gleichberechtigten dialektalen Varianten, um auch Sprecher des Spätkornischen einzubinden.

## Sprachstufen des Kornischen
Um ca. 600 wurden die Sprachgebiete des Kornischen und des Walisischen durch den angelsächsischen Vormarsch nach Westen räumlich getrennt. Die erste Entwicklungsstufe in der Geschichte des Kornischen als eigene Sprache, die bis ca. 900 angesetzt wird, bezeichnet man als Frühkornisch.
Das Kornische bildet gemeinsam mit dem Bretonischen die südwestbritannische Gruppe der inselkeltischen Sprachen. Mit dem Bretonischen hat es vor allem den Vokal /ø/ gemeinsam, der sich aus dem britannischen langen /a:/ entwickelt hat. Vom Bretonischen unterscheidet es sich wiederum zunächst vor allem durch die Entwicklung von auslautendem /t/ > /s/ und /d/ > /z/.
Beispiel: bret. tad (dt. „Vater“) vs. korn. tas /ta:z/.
Als Altkornisch wird die Periode von 900 bis 1200 bezeichnet. Sie ist vor allem durch Glossen sowie das Vocabularium Cornicum belegt, ein lateinisch-altkornisches Wörterbuch.
Die mittelkornische Periode wird von 1200 bis ca. 1600 angesetzt. In dieser Zeit begann zwar schon der schnelle Rückzug der kornischen Sprachgrenze nach Westen, es handelt sich aber um die literarisch produktivste Phase, in der auch von der höchsten Sprecherzahl ausgegangen werden kann. Ken George setzt diese bei einem Maximum von ca. 35.000 Personen im Spätmittelalter an – zuvor war das Land zu dünn besiedelt, danach wechselten immer mehr Familien ihre Sprache, und das Englische begann, das Kornische zu verdrängen. Die wichtigsten Primärquellen für das Mittelkornische sind Dramen, und zwar fast ausschließlich Mysterienspiele, die aus dem Umfeld einer konkret bestimmbaren Schule stammen – des Kollegiums von Glasney (die mit Stern gekennzeichneten kornischen Titel im folgenden Absatz sind in der FSS-Standardorthographie gehalten):
- Das Charter Fragment (ca. 1400), 41-zeiliges Fragment eines pointiert-witzigen Dialogs
- Die Ordinalia, die aus drei Teilen bestehen: Origo mundi („Der Ursprung der Welt“; neukornisch *Dalethvos an Bys), Passio Domini nostri („Das Leiden unseres Herrn“; neukorn. *Pashyon Krist, „Die Passion Christi“), Resurrexio Domini nostri („Die Auferstehung unseres Herrn“; neukorn. *Dasserhyans agan Arlodh)[7], frühes 15. Jahrhundert.
- Pascon agan Arluth, *Pashyon agan Arlodh („Die Passion unseres Herrn“)[8], frühes 15. Jahrhundert.
- Beunans Meriasek, *Bewnans Meryasek („Das Leben des Hl. Meriadoc“)[9], 1504.
- *Bewnans Ke („Das Leben des Hl. Ke“), das Motive aus der Artustradition enthält, frühes 15. Jahrhundert.
- *Pregothow Treger („Die Predigten von Tregear“), 1555–1558.
- *Gwreans an Bys („Die Erschaffung der Welt“), 1611.

Nach der Reformation wurde das Kollegium von Glasney geschlossen, und die Tradition der Mysterienspiele verfiel. Das Sprachgebiet umfasste im 17. Jahrhundert nur noch den westlichsten Teil Cornwalls, und in vielen Quellen aus dieser Zeit zeigen sich für Halbsprecher (Personen, die die Sprache nicht vollständig erlernt haben) typische Verfallserscheinungen in Lexikon, Phonologie und Morphologie. Diese Phase des Aussterbens der Sprache wird als spätkornische Periode bezeichnet. Kennzeichnend für das Spätkornische sind außer der geringen Kompetenz vieler Sprecher die Umstellung der Morphologie in Richtung analytischer Bildungen (konjugierte Präpositionen werden durch Präposition plus Personalpronomen ersetzt) und charakteristische Wandel im phonologischen System. Am auffälligsten sind wohl die präokkludierten Nasalkonsonanten:
mittelkorn. <pen> [pɛn:] → spätkorn. <pedn> [pɛdn] (dt. „Kopf“), <mam> [mam:] → <mabm> [mabm] (dt. „Mutter“)
Die orthographische Tradition des Mittelkornischen wurde nicht mehr weitergegeben, weswegen sich die Schreiber des Spätkornischen mit einer englischen Hilfsrechtschreibung behalfen. Der walisische Sprachwissenschaftler Edward Lhuyd, der Cornwall in den ersten Jahren des 18. Jahrhunderts bereiste, entwarf eine phonetische Umschrift für das Spätkornische, die in Teilen von einigen Enthusiasten aufgegriffen wurde. Diese Gruppe von Autoren hat spätkornische Texte aus verschiedenen Genres hinterlassen – vor allem jedoch Prosa. Das bedeutet, dass Sprachebene und Vokabular der spätkornischen Texte sich stärker von denen der mittelkornischen Quellen unterscheiden, als dies rein durch Sprachwandelphänomene der Fall wäre, da die meisten der spätkornischen Autoren keine Muttersprachler waren und das Kornische nur unvollkommen beherrschten. Das ist für die verschiedenen neokornischen Rekonstruktionsmodelle insofern von Belang, als sie sich an verschiedenen Sprachstufen orientieren und nur im Kernowek Unys Amendys versucht wird, alle belegten Phasen in der Geschichte des Kornischen gleichermaßen einzubeziehen.
Die letzten Muttersprachler, welche die Sprache noch einwandfrei beherrschten, dürften vor 1800 gestorben sein, die letzten Halbsprecher im Laufe des 19. Jahrhunderts. Die letzte bekannte erwachsene monoglotte Sprecherin, Cheston Marchant, starb im Jahr 1676.
Die verschiedenen Varianten des heute gesprochenen, wiederbelebten Kornischen werden unter den Begriffen Neukornisch oder Neokornisch (s. o.) zusammengefasst. Alle Varianten des Neokornischen mit Ausnahme des Nowedga orientieren sich morphologisch primär am Mittelkornischen. Um fehlende – da nicht überlieferte – Vokabeln zu ersetzen bzw. neue Konzepte zu benennen, werden je nach Variante verschiedene Methoden angewandt: Puristen orientieren sich am Walisischen und Bretonischen, während Pragmatiker eher Worte aus dem Englischen entlehnen (was die Sprecher des traditionellen Kornischen auch getan haben).
Die Aufsplitterung in verschiedene Gruppen ist allerdings insofern weniger problematisch, als es zunächst vielleicht aussieht, als in der gesprochenen Sprache sehr wohl gegenseitige Verständigung möglich ist, was nicht zuletzt daran liegt, dass alle heutigen Sprecher Kornisch mit starkem englischen Akzent sprechen: [i:, iw, ju:] statt /y:/ und [e:, ej] statt /ø:/ sind beispielsweise auch in den Varianten üblich, die sich am Mittelkornischen orientieren und eigentlich die Verwendung gerundeter Vokale vorsehen. Es gibt also einige Argumente dafür, nicht von verschiedenen wiederbelebten Sprachen zu sprechen, sondern von Dialekten bzw. Soziolekten derselben Sprache. Auch lassen sich mittlerweile Harmonisierungstendenzen beobachten, indem etwa die mittelkornische Form als „literarisch“, die entsprechende spätkornische Form als „umgangssprachlich“ bezeichnet und beide nebeneinander unterrichtet werden. Dieser Tendenz folgt auch das erste deutschsprachige Lehrbuch des wiederbelebten Kornischen, Kornisch – Wort für Wort von Daniel Ryan-Prohaska, das 2006 erschienen ist. In diesem Buch wird eine auf dem mittelkornischen basierende Orthographie (UCR) neben einer spätkornisch beeinflussten neokornischen Aussprache unterrichtet.

## Phonologie

### Kernowek Unys Amendys (UCR)
Die folgende Darstellung gibt das in N.J.A. Williams’ englisch-kornischem Wörterbuch (2000) abgebildete System wieder und bezieht sich auf Kernowek Unys Amendys (UCR). Zur tatsächlichen phonetischen Realisation aller Varianten im Alltag ist anzumerken, dass die Aussprache der allermeisten Sprecher des Neokornischen starke englische Interferenzen aufweist.
Konsonanten
UCR kennt keine Geminaten, aber Fortis-Varianten [M, N, R, L] mit der Realisation [bm, dn, rh, lh] auf der Allophonebene.
|                    | Bilabial | Labiodental | Dental / Alveolar | Palatal | Velar | Labiovelar | Glottal |
| ------------------ | -------- | ----------- | ----------------- | ------- | ----- | ---------- | ------- |
| Plosiv             | p b      |             | t d               |         |       | k g        |         |
| Nasal              | m        |             | n                 |         | ŋ     |            |         |
| Frikativ           |          | f v         | θ ð / s z / ʃ ʒ   |         | x     |            | h       |
| Approximant        |          |             | ɹ                 | j       |       | ʍ w        |         |
| Lateralapproximant |          |             | l                 |         |       |            |         |

Vokale
Im UCR werden zwei Vokallängen unterschieden (im Kemmyn drei: kurz, halblang, lang bzw. /V, V', V:/).
Unbetonte Kurzvokale werden meistens als [ə] realisiert, das daneben, vor allem in einer Reihe von Suffixen sowie in Klitika, auch Phonemstatus hat.
| Vokale                  | Vokale | Vokale |
| ----------------------- | ------ | ------ |
| i(:) y(:)               |        | u(:)   |
| e(:) œ (:)              | ə      | o(:)   |
|                         | æ(:)   |        |
| aw, ɔw, iw, əj, ɔj, i:ə |        |        |

### Kernewek Kemmyn
Kernewek Kemmyn ist generell archaischer als UCR und unterscheidet drei statt zwei Vokallängen, zwei verschiedene o-Phoneme /o, ɔ/ sowie geminierte von einfachen Konsonanten.
| Konsonanten | Konsonanten | Konsonanten | Konsonanten | Konsonanten | Konsonanten |
| ----------- | ----------- | ----------- | ----------- | ----------- | ----------- |
| p b         |             | t d         |             | k g (kʷ gʷ) |             |
|             |             |             | tʃ dʒ       |             |             |
| f v         | θ ð         | s (z)       | ʃ           | x (ʍ)       | h           |
| m           |             | n           |             |             |             |
|             |             | r l         | j           | w           |             |

| Vokale                  | Vokale | Vokale |
| ----------------------- | ------ | ------ |
| i(:) y(:)               |        |        |
| ɪ(:)                    |        | o: ɤ   |
| ε(:) œ(:)               |        | ɔ(:)   |
|                         | a(:)   |        |
| iw ɪw εw aw ɔw εj aj ɔj |        |        |

### Spätkornisch
Iwan Wmffre (in: Late Cornish, München 1998) hat das Phonemsystem des Spätkornischen folgendermaßen rekonstruiert:
| Konsonanten | Konsonanten | Konsonanten | Konsonanten | Konsonanten | Konsonanten |
| ----------- | ----------- | ----------- | ----------- | ----------- | ----------- |
| p b         |             | t d         |             | k g (kʷ gʷ) |             |
|             |             |             | tʃ dʒ       |             |             |
| f v         | θ ð         | s z         | ʃ ʒ         | (ħ) (ʍ)     | h           |
| m           |             | n           |             |             |             |
|             |             | r l         | j           | w           |             |

| Vokale              | Vokale | Vokale |
| ------------------- | ------ | ------ |
| i(:)                |        | u(:)   |
| ε(:)                | ə      | ɔ(:)   |
|                     | a(:)   |        |
| iw εw ɔw aw əj (oj) |        |        |

Wmffre ist sich nicht sicher, ob es sich bei [z] um ein Allophon von /s/ oder ein eigenes Phonem /z/ handelt. Außerdem dürfte /ħ/ (der Reflex des Altkornischen /x/) mit /h/ [h, Ø] zusammengefallen sein.

## Gewöhnliche Sätze
| Kornisch (FSS)                         | IPA-Umschrift (Rekonstruktion von Ken George) | Deutsch                                 |
| -------------------------------------- | --------------------------------------------- | --------------------------------------- |
| Myttin da                              | [ˌmɪttɪn ˈdaː]                                | „Guten Morgen“                          |
| Dydh da                                | [ˌdɪːð ˈdaː]                                  | „Guten Tag“                             |
| Fatla genes?                           | [ˌfatla ˈgɛˑnɛs]                              | „Wie geht’s Dir?“                       |
| Yn poynt da, meur ras                  | [ɪn ˌpɔjnt ˈdaː ˌmœːr ˈraːs]                  | „Na gut, danke schön“                   |
| Py eur yw hi?                          | [pɪ ˌœːr ɪw ˈhiː]                             | „Wie spät ist es?“                      |
| Ple’ma Rysrudh, mar pleg?              | [ˈplɛː maː rɪzˈryːð mar ˈplɛːk]               | „Wo ist Redruth bitte?“                 |
| Yma Rysrudh ogas dhe Gambron, heb mar! | [ɪˈmaː rɪzˈryːð ˈɔˑgas ðɛ ˈgambrɔn hɛb ˈmaːr] | „Redruth ist nahe Camborne, natürlich!“ |
| Yehes da!                              | [ˌjɛˑhɛz ˈdaː]                                | „Prost; Zum Wohl!“                      |